# Transplante de microbiota fecal
O transplante fecal, também chamado de terapia bacteriana, é um tipo de tratamento médico experimental já realizado algumas vezes nas últimas décadas a fim de curar infecções causadas por bactérias como a Clostridium difficile. Foi documentado pela primeira vez na China do século IV, sendo conhecida como "sopa amarela", além de ser usada há mais de 100 anos na medicina veterinária.[carece de fontes?]